# Côm lá bàng
Côm lá bàng, còn gọi là côm trâu hay côm mũi (Elaeocarpus apiculatus) là một loài thực vật có hoa thuộc họ Elaeocarpaceae.
Loài này có ở Malaysia và Việt Nam.
Chúng hiện đang bị đe dọa vì mất môi trường sống.